# تاريخ تصميم الأزياء

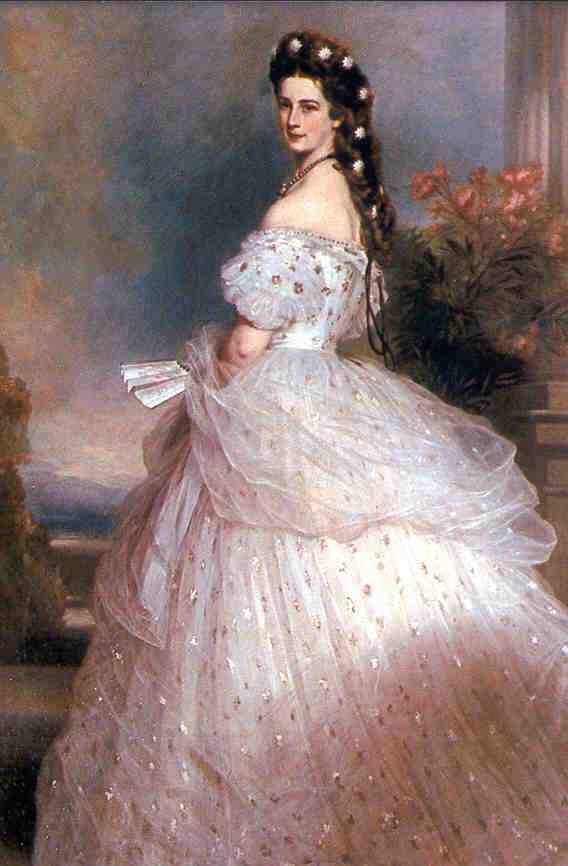

يشير تاريخ تصميم الأزياء على وجه التحديد إلى تطوير الغرض والهدف وراء الملابس والأحذية والإكسسوار وتصميمها وصنعها. بدأت الصناعة الحديثة، التي تستند على الشركات أو دور الأزياء التي يديرها مصممين فرديين، في القرن التاسع عشر مع تشارلز فريدريك وورث الذي كان، في عام 1858، أول مصمم يضع ملصق مخيط لتمييز الملابس التي صنعها.
بدأت الموضة عندما بدأ البشر في ارتداء الملابس. وفقًا للايف 123، بدأ الناس في ارتداء الملابس في ما بين 100,000 إلى 500,000 سنة مضت. كان للملابس دورًا في ترسيخ الوضع الاجتماعي والفردانية. عادة ما تكونت هذه الملابس من النباتات، وجلود الحيوانات والعظام. قبل منتصف القرن التاسع عشر لم يكن التقسيم بين هوت كوتور (الخياطة الراقية) والملابس الجاهزة موجودًا. لكن أخذ صناع الملابس والخياطات قياسات جميع القطع الأساسية من الملابس النسائية من قِبل من عملائهم مباشرةً. في معظم الأحيان، صُممت الملابس وخُيطت وفُصلت منزليًا. عندما عرضت واجهات المحلات بيع الملابس الجاهزة، أُزيلت هذه المهمة من عبء العمل المنزلي.
أصبح تصميم هذه الملابس يزداد بناءً على التصاميم المطبوعة، خاصة من باريس، ووُزعت في جميع أنحاء أوروبا، وانتُظرت بلهفة في المقاطعات. قلدت الخياطات بعد ذلك هذه الأنماط بأفضل ما يمكن. كان أصل التصاميم هو الملابس التي صممتها الشخصيات الأكثر أناقة، عادة أولئك الذين يعملون في البلاط، إلى جانب الخياطون والخياطات. على الرغم من توزيع أزياء الدمى من فرنسا منذ القرن السادس عشر، وإنتاج إبراهام بوسي نقوش الموضة في عشرينيات القرن السابع عشر، إلا أن سرعة التغيير ازدادت في ثمانينيات القرن الثامن عشر مع زيادة نشر النقوش الفرنسية التي توضح أحدث صيحات الموضة في باريس، تليها مجلات الموضة مثل كابينت دي مودس. بحلول عام 1800، كان جميع الأوروبيين الغربيين يرتدون ملابس متشابهة. أصبحت الاختلافات المحلية أولًا علامة على الثقافة الإقليمية.
في أوائل القرن العشرين، بدأت مجلات الأزياء في تضمين الصور وأصبحت أكثر تأثيرًا. طُلبت هذه المجلات في جميع أنحاء العالم وأثرت تأثيرًا كبيرًا على الذوق العام. رسم الرسامون الموهوبون -من بينهم بول إيريبا، وجورجس ليبابي، وإريه، وجورج باربييه- لوحات أزياء جذابة لهذه المنشورات، والتي غطت أحدث التطورات في الموضة والجمال. ربما كان أشهر هذه المجلات لا جازيت دون بون تون التي أسسها لوسيان فوغل في عام 1912 واستمرت بالنشر بانتظام حتى عام 1925.

## قبل عام 1900: بداية تصميم الأزياء الراقية
خلال أوائل القرن الثامن عشر، ظهر مصممو الأزياء الأوائل في المقدمة كقادة للأزياء. في عشرينيات القرن الثامن عشر، أصبح خياط الملكة فرانسواز لوكليرك مرغوبًا من قبل نساء الطبقة الأرستقراطية الفرنسية، وفي منتصف القرن، اكتسبت ماري مادلين دوشاب، ومدموزيل ألكسندر، ولي سيور بولارد اعترافًا وطنيًا ووسعوا قاعدة عملائهم من الأرستقراطية الفرنسية إلى الأرستقراطية الأجنبية. ومع ذلك، تُعتبر روز بيرتين عمومًا أول مصممة أزياء مشهورة دوليًا.
روز بيرتين (2 يوليو 1747 - 22 سبتمبر 1813)، أُطلق عليها اسم «وزيرة الموضة»، كانت مصممة ملابس ماري أنطوانيت، ملكة فرنسا من 1770-1793. افتتحت بيرتين متجرًا في باريس وكان لها تأثيرًا كبيرًا على الأسلوب الباريسي، إلى أن نفتها الثورة الفرنسية إلى لندن.
اعتمدت ماري أنطوانيت، الغريبة عن البلاط الفرنسي، على تصميمات بيرتين الدقيقة لمساعدتها على «مواجهة أعدائها بالموضة». تناقض ميول ماري أنطوانيت الفريدة للأزياء مثل سراويل ركوب الخيل للرجال أو فساتين القماش القطني البسيط بشكل حاد مع الألبسة المتقنة حيث حاولت الملكة إنشاء شخصية تسمح لمواطني فرنسا بالتواصل معها ومع أسلوب حياتها. على الرغم من أن محاولات ماري أنطوانيت باءت بالفشل إلى حد كبير، فإن الطريقة التي ساعد بها بيرتين الملكة في التعبير عن نفسها من خلال الأزياء كانت مبتكرة وشكلت سابقة للعواهل، والمصممين الذين تابعوهم، مثل لويس هيبوليت ليروي. وبحلول أوائل القرن التاسع عشر، وسع المصممون مثل آن مارغريت لانشيستر وماري آن بيلتم أعمالهم ونشروا تصميماتهم الخاصة في مجلات الموضة.
يُعتبر الإنجليزي الذي عاش في باريس، تشارلز فريدريك وورث (1825 – 1905) المصمم الأول بالمعنى الحديث للمصطلح، مع استخدام كبير للعديد من الخياطين والخياطات المجهولين إلى حد كبير. كان نجاح وورث، الذي كان تاجر ألبسة سابق، قادرًا على فرض ما يجب أن يرتديه العملاء. ووُضع في دائرة الضوء كمصمم أساسي للإمبراطورة أوجيني، استخدم وورث علاقاته الملكية لكسب التقدير والعملاء. ازدادت شعبية ألبسة وورث أصبحت ساحقة مع صدور الإعلان في 1 فبراير 1853 من قبل نابليون الثالث بأنه لن يُستقبل أي زائر إلى بلاطه دون لباس رسمي. زُينت الألبسة بزخرفة عالية وصُنعت من أجود المواد، وعُرفت ألبسة وورث باستخدام الكرينولين (هياكل معدنية تشبه القفص حملت الفستان بشكل أنيق).
طوال العقود الأولى من القرن العشرين، نشأت الأزياء الراقية في باريس، وبمقدار أقل في لندن. أرسلت مجلات الموضة من دول أخرى محررين إلى عروض أزياء باريس. وأرسلت المتاجر الكبرى أيضًا مشترين إلى عروض باريس، حيث اشتروا ملابس لتقليدها. أظهرت كل من صالونات الألبسة المفصلة والألبسة الجاهزة أحدث اتجاهات باريس، وتكييفها مع فرضيات المتاجر حول أنماط الحياة وكتب الجيب لعملائها المستهدفين.

## منتصف القرن العشرين
بعد الحرب العالمية الثانية، بدأت سمعة باريس كمركز عالمي للأزياء في الانهيار. ظهر نمط جديد من الشباب في الخمسينات من القرن الماضي، ما غيّر اتجاه الموضة. في الغرب، تم تحدي الانقسام التقليدي بين المجتمع الراقي والطبقة العاملة. على وجه الخصوص، أراد جيل جديد من الشباب جني ثمار المجتمع المستهلك المزدهر. تراجع الإعلان عن الامتياز بشكل صارخ عما كان عليه في الماضي وغُض النظر عن الخلافات أكثر. عندما أُبطل التسلسل الهرمي الأوروبي القديم، تلاشت علامات التمييز الخارجية. في الوقت الذي أُطلقت فيه الصواريخ الأولى إلى الفضاء، كانت أوروبا أكثر استعدادًا لاعتماد ملابس جاهزة للارتداء على طول الخطوط الأمريكية – وهو ما شغل الرقعة الوسطى بين الألبسة الجاهزة والأزياء الراقية. كانت هذه الحاجة أكثر إلحاحًا لأن الزيادات في النفقات العامة والمواد الخام بدأت في إحالة الأزياء اليدوية إلى الخطوط الجانبية. وفي الوقت نفسه، جعل التطور السريع للتكنولوجيات الجديدة من السهل تصنيع منتج آخذ في التحسن باستمرار وعالي الجودة.
في مواجهة تهديد المنتج المصنوع في صناعة الأزياء، قامت الأزياء الراقية الباريسية بتركيب دفاعاتها، ولكن لم تحدث سوى تأثير ضئيل. بينما كان العالم القديم يأخذ انعطافه الأخير، كانت التغييرات في الموضة واحدة من أبرز مظاهر التعديلات الجذرية العامة في المجتمع. قبل فترة طويلة، تمتعت فئات النساء التي كانت تقتصر حتى الآن على بدائل أدنى من الأزياء الراقية بالحرية الواسعة في الاختيار. كانت دورات الإنتاج، التي كانت تتعامل بكميات أكبر بكثير، أطول من دورات إنتاج ورش تصميم الأزياء، وهذا يعني أن المصممين الذين يخططون لخطوط إنتاج مجموعتين سنويًا كان يجب أن يحاولوا تخمين ما يريده عملاؤهم قبل أكثر من سنة. استولت سلطة جديدة على السلطة، كانت من الشارع، ما شكل تهديدًا آخر لديكتاتورية الأزياء الراقية.